# Лов на китове у Совјетском Савезу и Русији
Руским китоловом су се бавили домородачки народи у региону Чукотке у Русији од пре најмање 4.000 година од стране домородаца Јупика и Чука, али комерцијални китолов није почео све до средине 19. века, када су компаније са седиштем у Финској (тада део Империал Русија) послала бродове у Пацифик. Тек 1932. године савремени пелагични китолов је почео да се развија куповином америчког теретног брода који је преименован у Алеут, који је био једини совјетски фабрички брод до Другог светског рата. После рата, са потребом за јачом совјетском економијом и брзом индустријализацијом земље током 1940-их и 1950-их, совјетски китолов је узео маха и постао истински глобална индустрија. Први совјетски китоловци стигли су до Антарктика током сезоне 1946–47 са бродом фабриком Слава (од Немаца узет као ратна награда), а затим су доживјели брзу експанзију током касних 1950-их у којој је додато 5 нових флота у року од 4- године: Совјетска Украјина 1959., Јуриј Долгорукиј 1960. и Совјетска Русија 1961. за Антарктик, и коначно две велике флоте ( Дални Восток и Владивосток ) 1963. за северни Пацифик. Тако је до раних 1960-их совјетски китолов заиста постао глобална индустрија, оперишући у сваком океану осим у северном Атлантику и предузимајући путовања која су могла да трају и по седам месеци. Од 1964. до 1973. године, Совјетски Савез је сматран највећом китоловском нацијом на свету.
Због имплементације Међународног посматрачког програма Међународне комисије за китолов из 1973. године и накнадних квота за ограничења улова већине врста китова исте године, совјетски китолов је почео полако да опада током овог периода и од 1978. до 1980. 3 од 4 преостале флоте за китолов су повучене, углавном због забране свих пелагичних китова осим малих китова на Антарктику и због интервенције група против китоловца (флота Далнии Восток је била прва која је била узнемиравана директном акцијом против китоловца групе 1975. године). После 1980. остала је само флота Советске Украјине, која је у водама Антарктика узимала само мале китове. Упркос снажним напорима совјетске владе да обезбеди адекватна средства за ову флоту да настави китолов, међународни мораторијум на китолов који је издао ИВЦ 1982. године, у комбинацији са високим трошковима одржавања ове флоте, довео је до престанка целокупног совјетског китоловца након 1986. 87 сезона лова на китове; СССР је укинуо китолов 22. маја те године. Тренутно китолов у Русији практикују искључиво народи Чукотке на руском Далеком истоку, који годишње узимају 136 сивих китова према годишњој квоти коју обезбеђује ИВЦ, а такође узимају и повременог гренландског кита.
Године 1993. Алексеј Јаблоков, бивши научник на совјетској флоти за китолов и у то време саветник руског председника Бориса Јељцина за екологију и здравље, открио је да је СССР починио масовне фалсификовање података о китолову током периода 1948–1973. убио скоро 180.000 китова које нису пријавили, углавном зато што су такви улови обухватали заштићене врсте или су игнорисали квоте или прописе у вези са законском величином, женке са теладима или улов изван легалних ловишта. Фалсификовани подаци су донекле исправљени касних 1990-их, али тек 2008., убрзо након објављивања мемоара бившег биолога китова Алфреда Берзина Истина о совјетском китолову, откривени су потпуни, исправљени подаци за регион Антарктика и северног Пацифика ( Подаци о северном Пацифику су били скоро потпуно непознати до 2000-их). Према Чарлсу Хомансу, писцу часописа Пацифиц Стандард, совјетски програм лова на китове представљао је „најбесмисленији еколошки злочин 20. века“.

## Историја

### Абориџински китолов
Први записи о китолову абориџина у руском далекоисточном региону Чукотке датирају пре најмање 4.000 година, када су ловци Ескими са Аљаске прешли регион Беринговог мореуза у регион Чукотке у далекој североисточној Азији. Главни циљ раних китоловаца био је првенствено гренландски кит, јер је давао месо отпорно на кварење у огромним количинама, довољним да се цело село нахрани током дуге, оштре зиме. Сиви китови су такође узети у одређеним количинама, мада ни приближно у толикој количини као што је тренутно. Ловци су користили мале чамце налик на кајаке (умиакс) и харпунивали китове коштаним или дрвеним харпунима причвршћеним за пловке од туљане коже, како би осигурали да се положај кита може пратити. Једном када се кит уморио, био је погођен копљем (обично направљеним од рогова) и убијен. Довучено до обале, село га је исекло и поделило према томе колико су сви допринели лову, али је цело село добило нешто. Китове кости су коришћене за уоквиривање склоништа и рафтера за чамце због своје снаге и издржљивости. Сиви кит у почетку није био много тражен због своје мање величине и меса – које је у арктичкој клими трулило много брже од меса гренландског кита – али све се то променило његовом модернизацијом у совјетско време.
Током совјетске ере, посебно после Другог светског рата, староседеоци Чукотке су добијали савремену опрему за обраду китова, а ако то није било довољно, модеран брод за хватање китова Зевездни, који је повећао улов на око 130-200 китова. годишње са не више од 30 годишње, што је остало норма за остатак совјетске ере. Међутим, није све било предодређено за егзистенцију. Капетан Пол Вотсон из Друштва за заштиту морских овчара покренуо је експедицију у Лорен на Чукотки 1981. и открио да су многи китови убијени у „лову за преживљавање“ заправо коришћени за храну за куне и да су их прерађивали Руси који нису абориџини. Није познато колико је њих убијено због хране од нерца, али је можда чинило већину или можда сав улов током шпица.
Тренутно аутохтони китоловци са полуострва Чукотка узимали су у просеку 120 сивих китова годишње, нешто мање него у совјетско доба, са модерним оружјем и дрвеним чамцима. Неколико лукоглава се такође узима случајно. Процењује се да ниво улова представља минималну претњу за опстанак и популације сивих и гренландских китова. Од 2022. године постоји потпуна забрана индустријског и приобалног риболова китова на целој територији Руске Федерације.

### Лов на китове на отвореном
1850. основана је руско-финска китоловска компанија. Опремио је пет китоловаца ( Суоми, Турку, Ајан, Графер Берг и Амур ). Послани су у северни Пацифик, где су углавном деловали у Охотском мору, али су такође хватали китове у Јапанском мору и Аљаском заливу. Компанија је добро радила прве две године, али један од њених бродова је уништен током Кримског рата. Престала је са радом 1863. Друга компанија, са седиштем у Хелсингфорсу, послала је бриг Сторфурстен Константин (1857-1861), који је такође крстарио Охотским морем, као и крај Доње Калифорније.
Шездесетих година 18. века изграђене су две китоловке у заливу Тугур у западном Охотском мору. Прву је изградила Руско-америчка компанија 1862. године у заливу Мамга. Са две шкуне ловио је китове од 1863. до 1865. године. Продала је своју станицу Оту Вилхелму Линдхолму, који је изградио још једну станицу у Тугуру у јужном делу залива Тугур 1863. Убрзо је напустио потоњу станицу, користећи ону у Мамги до средине 1870-их.

### Модерни китолов
Аким Григоревич Дидимов је први применио модерне методе у Русији. Дао је изградити брод за хватање у Норвешкој и китоловску станицу близу Владивостока. Први кит је ухваћен у новембру 1889. године, а до краја 1890. године ухватили су седамдесет три. Брод за хватање је тада изгубљен свим рукама. Хајнрих Хуговић Кејзерлинг је купио Дидимовљеву станицу и, користећи два брода за хватање норвешке производње, хватало се у просеку 110 китова годишње између 1895. и 1903. године. Године 1903. претворио је половни пароброд у плутајући фабрички брод, који је те године прерадио деведесет осам китова. Приликом избијања руско-јапанског рата следеће године Јапанци су заробили фабрички брод, хватаче и посаду.

#### Совјетски китолов: 1932–1946
Одлука совјетске владе да започне комерцијални китолов донета је почетком 1930-их, током масовне индустријализације Јосифа Стаљина, као део нове серије петогодишњих планова. За почетак, амерички теретни брод по имену Глен Риџ (11.000 тона) је купило акционарско друштво са Камчатке и претворено у фабрички брод по имену Алеут током 1931. и прве половине 1932. године. У јулу 1932. године, након што је конверзија завршена, брод и његови бродови за хватање кренули су на своје прво путовање у матичну луку Владивосток. Схвативши да неће стићи кући на време за сезону лова на китове (која је у то време већ била половична), уместо тога су одлучили да предузму „пробни китолов“ код острва Ревиљагигедо, а током путовања од Ревиљагигедоса до Хаваја убили су 21. китови. Прва пуна сезона лова на китове почела је 1933. године, а први убијени кит, уљешура, ухваћен је 28. маја 1933. године. Највећи део лова на китове у предратним данима одвијао се око полуострва Камчатка, Курилских острва, Охотског мора, Чукотског мора и Беринговог мора. Пре Другог светског рата, годишњи улов китова алеутске флоте ретко је прелазио 1.000; међутим, таква убиства су заиста морала да испуне годишње циљеве производње, а неиспуњавање циљева за другу петогодишњи план довело је до капетана А. Дудника (који је, иронично, само годину дана раније одликован Орденом Лењина за своје перформансе као капетан) смењен са положаја 1937. и ухапшен под оптужбом да је био јапански агент који покушава да прода флоту Јапану, упркос томе што за то нема доказа.
Након рата, проширење флоте за китолов у северном Пацифику је предузето куповином неколико америчких миноловаца из рата, који су претворени у хватаче и обрађени на неколико Курилских острва, користећи старе китоловске станице које су изградили Јапанци. током периода јапанске власти над острвима. Као и алеутска флота, хватачи са Курилских станица били су релативно скромни у поређењу са китоловом који ће се десити касније; међутим, чамци за хватање били су изузетно ефикасни у хватању китова, толико да су се залихе китова брзо исцрпљивале. Совјетски научник Б. Зенкович је још 1951. коментарисао опадање залиха китова око Курила. Године 1955, истакнути совјетски биолог китова СК Клумов писао је централном министарству рибарства жалећи се на то како квоте петогодишњег плана не одражавају стварно стање залиха китова око Курила, и предложио је рационалнији приступ лову на китове и рекао План квоте би требало да одражавају стање залиха китова, а не сирову домаћу производњу, али је нажалост игнорисана његова забринутост. Заиста, крајем 1950-их Курилске копнене станице (и у великој мери и Алеути) почеле су све више да узимају китове премале величине, посебно уљешуре, због велике жеље да испуне циљеве производње, упркос брзом исцрпљивању подручја од китова. До краја њиховог оперативног периода, већину улова у региону Курила чинили су китови мале величине. Прва обалска станица која је затворена била је станица на острву Шикотан 1955. године, а убрзо након тога затворене су и станице на острву Итуруп. Најсевернија станица, на острву Парамушир, била је последња станица која је затворена; затворена је 1964. Алеутска флота је наставила са радом до 1967. године, када је коначно пензионисана након 35 година службе.

#### Антарктички китолов и брза експанзија (1946–1963)
Уништење многих ресурса СССР-а након Другог светског рата, али што је можда још важније, његова жеља да постане индустријски гигант који би претекао и надмашио своје западне противнике током Хладног рата, натерао је Совјете да размотре брзу експанзију сакупљања природних ресурса, са посебним интересовањем плаћени китоловској индустрији. Бивши немачки фабрички брод, назван Викингер (Викинг), дат је Совјетима као ратну награду и преименован у Слава (слава) и први пут је ухваћен на китовима на Антарктику током сезоне 1946–47 из базе у Одеси на Црном мору, и током ове прве сезоне убио је 384 кита. У наредној сезони, 1947–48, нови капетан, Алексеј Сољаник, је ангажован да командује флотом, а наредних 18 сезона командује Славом, а касније и Совјетском Украјином, поставши најуспешнији (и најозлоглашенији) капетан китоловца. у совјетској историји. Прве две сезоне, Слава је имала чланове норвешке посаде на броду да помогну у хватању и преради китова (Совјети су у почетку били веома неискусни са китоловом на Антарктику и била им је потребна помоћ да се навикну на основе), али почевши од сезоне 1948–49. пошто су савладали све основе лова на китове, чланови посаде Славске флоте били су сви совјетски грађани. Флота је првенствено радила на југоисточном Атлантском океану и југозападном Индијском океану у својим раним годинама, али се током времена полако померала на исток како је популација китова у атлантско-индијском подручју била исцрпљена. За то време, улов је значајно порастао са 384 у сезони 1946–47 на скоро 3000 у сезони 1951–52, а за то време је почело озбиљно фалсификовање улова: у сезони 1951–52, флота је убила 950 грбавих китова и пријављено само 8; многи плави и јужни китови су такође убијени током овог времена и остали су непријављени. Велики китолов почео је у сезони 1957–58, када је Слава флота први пут продрла у воде Аустралије, убивши само 2.200 грбаваца током ове сезоне. У периоду 1958–59, флота је убила више од 4.000 и није пријавила већину свог улова. Пошто је ограничење за грбаве у то време било само 1.250 по сезони (или ограничење од само четири дана за лов на грбавце), китоловци су морали да сакрију већину свог улова како би избегли последице током годишњих састанака ИВЦ-а.
Године 1959. Совјети су започели огромну експанзију своје китоловске индустрије, вероватно због своје жеље да постану већи играч на глобалном тржишту производа од китова (и зато што је Седми петогодишњи план захтевао веће ослањање на природне ресурсе). У новембру 1959. године Советскаиа Украјина, први од ових нових бродова (и са скоро 50.000 тона највећи фабрички брод икада изграђен заједно са својим сестринским бродом) напустио је Одесу да би започео китолов на Антарктику, а убрзо затим и Слава . Октобра 1960. преуређени путнички брод по имену Јуриј Долгорукиј испловио је из Калињинграда да се придружи осталима, а у јесен 1961. „Советска Русија“ је испловила из Владивостока на Антарктик. Сада поседујући највећу китоловску флоту на свету, Совјети би заиста могли да тврде да су једна од највећих светских китоловских нација у овом тренутку.
У првим годинама својих операција, ова нова флота се углавном концентрисала у југозападном пацифичком сектору Антарктика и фокусирала се првенствено на грбаве китове, при чему су само флоте Славе и Советске Украјине преузеле 25.000 грбавих у водама Антарктика током 1959–60. и 1960–61. Флоте Јуриј Долгоруки и Совјетска Русија, иако нису ни изблиза ухватиле толико у наредним сезонама због исцрпљивања узрокованих прве две флоте, ипак су „довршиле посао“ убивши око 3.500, односно 1.700 грбаваца у својим првим сезонама. Године 1962, након што су се све флоте укључиле у лов на китове, подручје Антарктика јужно од Аустралије и Новог Зеланда, које је некада било испуњено грбавцима, неки чланови посаде фабричког брода описали су као „пустињу“. У овом петогодишњем периоду (1957–58. до 1961–62.) четири флоте су убиле преко 37.000 грбаваца на Антарктику. Улови су били толико велики, да су се приобалне станице у Аустралији и Новом Зеланду затвориле 1963. и 1964. због недостатка китова.

#### Златно доба: 1964–1973
Док је у периоду 1959–62 забележен највећи улов грбавих китова, а највећи улов китова у целини био је 1963–64, читаво доба од 1955. до 1973. може се сматрати „златним добом“ совјетског китоловца, због недостатка спровођења који је дозволио тако масиван илегални улов и релативно велику бројност китова који још увек остају на Антарктику, о чему је мало пријављених. Улов грбавих глава био је много мањи након 1962. године, али је и даље наставио да доприноси индустрији, од којих је последњи ухваћен 1972–73. Плави китови, који су већ били исцрпљени ранијим китоловом, јадно су патили од руку совјетских китоловаца; преко 900 правих плавих и 10.000 малих плавих китова (мања подврста правог антарктичког плавог) илегално је убијено од стране совјетског китоловца (у сезони лова на китове 1964-65. више од 1.800 плавих китова, већином мали, узела је само украјинска флота), а до 1973–74. прави блуз на Антарктику је бројао само 350 јединки. Након што су плави, грбави и јужни десни (СССР је узео 3.368 јужних права и пријавио само 4) китови били исцрпљени, смјена је почела да сеи китови. Док су сеис у то време још увек били углавном нетакнути због тога што су били мањи и мање вредни од плавих китова и китова, комерцијални китолов који је почео 1962–63. био је интензиван. Улови сеи китова су наставили да расту све до 1966-67, када су три совјетске флоте, посебно Совјетска Русија, убиле 3.500. Ухваћени су у прилично добром броју све док нису заштићени 1978. Фини китови, упркос томе што су још увек били релативно богати када су Совјети почели да лове китове, нису били уловљени у изузетно великом броју. У ствари, кит пераја је била једина велика врста коју су Совјети ухватили за коју се заправо превише пријављивало да би се прикрио улов заштићених врста. Ипак, посебно у раним 60-им, пераје су убијене у великом броју, са максималним убиством у 1961–62. било је преко 4.000.
Током свог путовања до и са Антарктика, совјетске флоте су имале навику да се заустављају у тропским водама ради лова на китове, што је било потпуно илегално (упркос малом броју уљешуре дозвољеним северно од Антарктика). Тропски Индијски океан био је посебно тешко погођен од стране совјетских китоловаца који су ишли на југ, а током сезоне 1966-67 немигрирајућа арапска грбава популација и популације малих плавих китова у северном Индијском океану биле су десетковане од стране флоте Совјетске Украјине . Јуриј Михалев, биолог који ради на флоти Украјине почевши од сезоне 1964–65, такође је пријавио велики број Брајдових китова у улову, што га је у ствари навело да схвати да је убиство било незаконито. Он је из прве руке био сведок масовног уништавања залиха китова:
Советскаја Украјина имала је више хватача него било који други фабрички брод — двадесет пет. Сви хватачи би се раширили у дугачку линију, тако да је сваки чамац био само на видику оног са обе његове стране. Када сте видели да је хватач поред вас стао, знали сте да су нашли китове. Када би се то десило, сви би се окупили на лицу места, убили сваку животињу у околини, а затим би кренули даље.
Међутим, флоте су се првенствено ослањале на уљешуре током свог лова у тропским водама, иако су уљешуре, првенствено мужјаци, узимане у великом броју и у лову на Антарктику. Током каснијих година, од 1972-73 надаље, узиман је све већи број женки у лактацији са младима. У ствари, на крају сезоне 1972–73, улов женки у лактацији са младима био је 45% улова. Деструктивнији периоди совјетског лова на китове генерално су били праћени узимањем великог броја женки са теладима (иако су мајке са теладима биле заштићене прописима ИВЦ-а) и такве праксе су довеле до колапса популације уљешура на јужној хемисфери за само неколико година од 1965-1980. Као што је наведено у научном извештају флоте Русије за сезону 1973–74.
„Подручја гнежђења уљешура постала су подручја његове елиминације…“ 
До 1980. на целој јужној хемисфери остало је неколико профитабилних подручја за лов на китове, а само једна флота је остала да ради на Антарктику после 1980. године, Украјинска флота која је узимала само антарктичке мале китове док није коначно престала са китоловом 1987. Типичан улов минке обично је износио око 3000 годишње, иако су неки били недовољно пријављени. 

#### Китолов у северном Пацифику
Велики совјетски китолов у северном Тихом океану почео је тек 1963. године поринућем флоте Дални Восток и Владивосток, али није био ништа мање интензиван него на Антарктику. У својим последњим годинама рада, остарела алеутска флота уловила је преко 1.200 грбавих китова у заливу Аљаске и Бристолском заливу, док су две велике пелагичне флоте убиле преко 2.800 грбавих око Алеутских острва почетком 1960-их, десетковавши популацију на ниво од коју је тек недавно опоравила. Страдали су и плави китови и китови перајади, а стотине их је ухваћено од 1963. до 1971. и скоро ниједан није пријављен. Последње веће убијање плавих китова било је 1964. године када је ухваћено 170; китова пераја, 2.500 те исте године и ниједан после 1974.
Ипак, далеко најупадљивији су били прави китови. Пошто су све врсте правих китова биле заштићене од комерцијалног лова од 1935. године, могле су се узимати само за веома ограничене научне дозволе; Совјети су узели 11 од њих у оквиру рупе у дозволи током година китоловца у северном Пацифику и нису пријавили да су их узели илегално. Без обзира на то, од 1963–1969, совјетски китоловци су убили око 670 правих китова на местима где су се очигледно добро опорављали од ранијег лова: у Аљаском заливу, Беринговом мору, Охотском мору и у водама око Курила и острва Сахалин. Ситуација је била посебно лоша у Аљаском заливу и Беринговом мору, где је популација смањена на мање од 30 животиња и изгледа да се није опоравила од илегалног совјетског китоловца. Популације Охотског мора, упркос томе што броје само неколико стотина китова, можда се полако опорављају. У почетку, биолог Николај Дорошенко је у својим оригиналним подацима (1994) открио само 372 илегално убијена кита из Аљаског залива и Беринговог мора; тек 2012. године пронађени су и подаци о скоро 300 додатних илегалних убистава из Охотског мора и региона Курила.
Лов на китове уљешуре био је далеко највећи део свих операција у северном Пацифику, заиста толико да китолов у овом региону никада не би могао постојати без присуства уљешура. Велики мужјаци, који су били најпожељнији у китоловским операцијама, већ су се брзо исцрпљивали, али пошто су за женке постојала ограничења у величини, претпостављало се да ће мужјаци морати да чине већину улова. Ипак, током периода 1972–1977, чак 80% улова у већини подручја чиниле су женке, док је у периоду 1970–71 уловљено 9.000 женки, али је пријављено само 1.800, док је у истим годинама пријављено 12.300 мужјака, али само 5.700 убијених. Ова екстремна обмана довела је до једне од најважнијих одлука у ИВЦ-у током ере пре мораторијума: смањење минималне величине китова уљешура на 9,2 m (30 ft) са 11,6 m (38 ft). Ово је било дизајнирано да скине притисак са мужјака, али пошто је уопште било релативно мало ухваћених мужјака, то је само још више притискало женке и смањило репродуктивну способност целокупне популације северног Пацифика, вероватно ометајући опоравак неко време. доћи. Чак ни ове прописе Совјети нису увек поштовали; када су Боб Хунтер и Греенпеаце покренули своју прву кампању против китоловца 1975. године, први кит на којег су наишли био је 5 ft (1,5 m) испод законске границе, што је значило да узимање телади и китова мањих димензија није било неуобичајено за пелагичне флоте и да се наставља упркос међународним посматрачима на броду. Међутим, постало је познато да су јапански посматрачи, који су често били на совјетским китоловцима, пристали да „размењују статистику“ са Совјетима како би избегли да буду ухваћени, и на тај начин су Совјети могли да избегну да буду изложени кршењу китоловца.

#### Пад китолова: 1973–1980
Пораст очувања китова и пад залиха китова убрзо су довели до опадања совјетске китоловске индустрије од свог врхунца. Остарели Алеут је пензионисан 1967. године. Слава, друга најстарија у флоти, уклоњена је са Антарктика после сезоне лова на китове 1965–66 и одведена у северни Пацифик, где је радила четири сезоне до пензионисања 1969. године. Прави пад лова на китове уследио је убрзо након Међународног система посматрача, који је окончао совјетски илегални китолов, и, у комбинацији са смањењем улова свих врста, брзо је изазвао пад преосталих флота. Јуриј Долгорукиј је пензионисан 1975. године. Исте године, еколошка група Греенпеаце покренула је пројекат Ахаб, прву кампању против китоловца са директним дејством, која је пресрела флоту Далнии Восток 60 наутичких миља од обале Еуреке у Калифорнији. Иако активисти нису успели да спрече хватач Властни да им пуца преко глава и убије кита, ипак су подстакли тада нови покрет против китолова. Две даље конфронтације 1976. и 1977. додатно су дестабилизовале совјетску позицију пошто су њихово заузимање малих китова и други прекршаји први пут јавно откривени. На крају, Владивосток је престао да лов на китове 1978. године, годину дана након сукоба са Гринписом. Опседнута флота Далнии Восток била је принуђена да прекине китолов 1979. године због забране лова на све фабричке бродове осим малих китова на Антарктику; након што је исте године прекршила наредбу о забрани фабричког лова на уљешуре широм света, флота Совјетска Русија (која је у последњој сезони 1979-80 убила преко 150 уљешура на Антарктику) је 1980. престала са китоловом, остављајући само Советска Украјина у служби.

#### Крај китолова: 1980–1987
Упркос очајничким напорима да се ова застарела флота одржи у служби, и упркос покушајима совјетске владе да сачува индустрију гласањем против и противљењем забрани комерцијалног лова на китове из 1982. године, индустрија је већ била осуђена на пропаст. После две сезоне лова на китове на Антарктику у знак приговора на мораторијум, који је ступио на снагу од сезоне 1985–86 надаље, совјетска влада је коначно одустала од комерцијалног китоловца, наредила је флоти Советске Украјине кући након завршетка сезоне 1986–87, доневши крај 55 година совјетског китоловца. Лов на китове у Совјетском Савезу проглашен је укинутим 22. маја 1987. и док СССР није формално повукао свој приговор на мораторијум, није направио никакве даље планове да настави китолов касније. Од распада СССР -а 1991. године, није било озбиљних покушаја руске владе да поново покрене комерцијални китолов, иако Русија остаје део про-китоловског блока нација у ИВЦ-у, често гласајући са Јапаном о питањима која се односе на поништавање забрана лова на китове.

## Процес лова на китове
Будући да је био део планске економије СССР-а (током 1950-их до 1970-их, планска економија СССР-а је била далеко највећа на свету), совјетски китолов је прошао кроз двосмислен и често замршен процес који није имао много везе са стварном потражњом (или одрживошћу за ствар). Циљеви производње, које је првобитно поставило Министарство за храну и лаку индустрију, убрзо су пребачени на новостворено Министарство рибарства пошто су совјетски китолов и риболов постали велика глобална индустрија.
Када је китолов успостављен као поуздана привредна активност крајем 1940-их, постављени су први производни циљеви, вероватно по савету китоловаца који су препоручили да буду постављени у складу са почетним уловом без обзира на одрживост (одрживост је углавном игнорисана током читавог историја совјетског лова на китове и мете су скоро увек прелазиле максимални одрживи принос). Такви циљеви су били део петогодишњих планова које је поставио Госплан да би покренули совјетску економију, и морали су да се испуне на крају сваке године док се план не заврши после 5 година. Испуњавање планова на крају сваке године резултирало је бонусом од 25% изнад типичне плате; када је план премашен за 20% или више, бонуси су били 60% уобичајених. Поред тога, ако су циљеви били прекорачени и дали бонуси посадама за лов на китове, циљ за наредну годину је подигнут на ниво постигнут прошле године и очекивало се да ће бити уловљено више китова, опет без обзира на стање популације. Овај ирационални систем планирања је у великој мери разлог за константно повећање улова совјетских китова у годинама након Другог светског рата и подстакао је масовни пораст совјетског китоловца који се догодио 1959-63. Због опадајуће природе залиха китова, посаде су ретко биле у могућности да премаше планиране планове, а да би их уопште испунили захтевала су огромна кршења прописа о китолову и хватање заштићених или мањих китова. Једини познати случај да је флота испунила жељено повећање бонуса од 60% била је флота Далнии Восток 1967. године, која је премашила годишњи план лова на китове за 121% поводом обележавања 50. годишњице Совјетске Русије. Чак и ако китоловци нису успели да испуне циљеве, годишњи план је остао непромењен (тј. није се смањио као одговор на китоловци који нису успели да испуне циљеве за разлику од његовог сталног повећања ако премашују циљеве), што је посадама дало још већи подстицај да постигну циљеве до убијање сваког кита којег нађу без обзира на легалност, јер неиспуњавање циљева може резултирати смањењем плате или другим казнама.
Убијени китови су забележени у такозваним „пасошима китова“ који су документовали врсту кита, дужину, пол и датум када је убијен. Сви китови су били пописани на овај начин, а извештаји су били скривени у тајним трезорима од стране агената КГБ-а, након чега је фалсификован број стварног улова како би се осигурало да је „усаглашен“ са прописима ИВЦ-а. Када је фабричка флота посетила страну луку, сви поморци који су напустили брод морали су да буду у пратњи агента КГБ-а или другог високог члана Комунистичке партије како би се осигурало да не могу да пребегну или да процуре информације о илегалном лову на китове људима у страној земљи. Улога научника у фабричким флотама је углавном била да проучавају китове и њихов начин живота кроз сецирање убијених животиња, испитивање садржаја желуца или проучавање трудних женки и њихових скоро развијених фетуса. Улога научника у погледу одрживости толерисана је површно само зато што су „сви други имали науку, па бисмо и ми морали“.
Упркос сталним покушајима да се производи од китова пласирају на тржиште за људску храну, ово никада није узело маха и главна употреба китова у совјетској економији била је углавном сведена на коришћење уља од уљешура за мазива отпорна на топлоту и китовог меса за храну за животиње. Уље је у почетку било преферирани производ од китова утих, а месо се користило тек након 1952. године. Међутим, како су многи китови били трули до тренутка када су стигли до брода фабрике након што су ухваћени са велике удаљености, једноставно су одбачени након што је сало одсечено. Поред тога, пошто је китолов био сателит рибарске индустрије и стога се заснивао на бруто производњи као што је то била индустрија рибе, сви производи од китова који нису били неопходни за циљ плана и даље су били добијени од убијених животиња, али су једноставно одбачени без употребе, додајући расипност совјетског китоловца.
Комунистичка партија Совјетског Савеза стајала је иза многих напретка совјетског китоловца и у неким случајевима је поставила темеље за њега. Њихова опсесија да буду већи и бољи од свих капиталистичких китоловских земаља (ово је разјашњено изградњом скоро 50.000 тона фабричких бродова Русија и Украјина, највећих икада изграђених) и њихова стална реторика сопственим поморцима да од свих капиталистичких китоловских нација били илегални лов на китове (што је било тачно у случајевима као што је Јапан ) служили су само као подстицај да се осигура да СССР убија више китова како би се осигурало да су убијени у племените сврхе социјализма, а не у корист капиталистичких елита других земаља. (Даља дискусија о овоме је дата у извору).
Јавни став совјетске делегације у ИВЦ-у се разумљиво мењао како је земља ширила своје операције лова на китове: упркос фалсификовању од почетка, свеукупни мали ловци пре средине 1950-их обезбедили су да се Совјети могу чинити на страни очувања. и правилно управљање залихама китова. Међутим, до 1962. године имали су четири велике флоте на Антарктику и прављен је огроман илегални улов, тако да су све фасаде „конзервације“ окончане, а СССР је постао један од најжешћих противника прописа о китолову, успешно одлажући (заједно са Јапаном) заштиту. плавог кита за две сезоне и као једини главни противник Међународног посматрачког програма ИВЦ-а. Први пут предложен 1950-их од стране Норвешке, није постао стварност све до 1972. године када је коначно примењен на све флоте за пелагични китолов након скоро две деценије од оснивања. СССР, који је био на челу опозиције, пристао је само да (након што буду утврђене коначне квоте за сваку врсту) дођу посматрачи из комунистичких земаља, вероватно зато што би се покушај да се осигура илегални улов могао наставити јер би посматрачи из комунистичких земаља лако могли бити манипулисан кроз економске претње да би се повиновао жељама китоловаца или се суочио са могућом интервенцијом Совјетског Савеза. До тренутка када је ИОС ступио на снагу 1973. године, остало је толико мало китова да би чак и да никада није био примењен, спасио неколико китова јер би било премало преостало да се убије.
Јуриј Михалев и Дмитриј Тормосов (још један од научника који су били сведоци уништавања залиха китова) рекли су Филу Клапаму и Јулији Ивашченко деценијама након распада СССР-а да је више особље у Министарству рибарства добро свесно уништавања залиха китова од стране китоловску индустрију, али је стајао по страни и бранио илегални улов као неопходан за петогодишњи план и није учинио ништа да их заустави. Године 1967. Михалев се пожалио министру рибарства Александру Ишкову да ће, ако илегални улови не престане, одређене врсте већ осиромашених китова изумрети и да ће их његови унуци никада не видети. Ишков је шокантно и неславно одговорио: "Ваши унуци? Нису ваши унуци ти који могу да ме уклоне са посла." 
Укратко, Јулија Ивашченко је сажела совјетски китолов у једној реченици: Комбинација захтева за постизањем или прекорачењем производних циљева, заједно са социјалистичком конкуренцијом, претворила је посао китоловца (и сваке друге индустрије у СССР-у) у често маничну игру бројева.

## Последице илегалног лова на китове
Различити стокови китова различито су осећали ефекте совјетског лова на китове, иако је то негативно утицало на све китове усана у јужном океану. Највише су погођени плави, грбави и десни китови: антарктички плави китови у јужном океану смањен је на око 350, или мање од 0,15 посто њиховог првобитног броја, због совјетског китоловца ; данас се полако опорављају. Утицај лова на китове на распрострањеније мале плаве китове је мање познат, али они су без сумње исцрпљени и полако се опорављају. Грбави китови са Новог Зеланда и Океаније су осиромашени на можда 150 китова због илегалног совјетског китоловца; чак и данас броје само око 20% свог првобитног броја и расту спорије од осталих грбавих популација. Упркос масовном илегалном убијању преко 1.300 јужних десних китова код обале Аргентине 1962. године, чини се да се популације добро опорављају и данас је Аргентина дом највеће популације јужних китова на свету. Севернопацифички десни китови, са друге стране, са популацијом смањеном на неколико стотина на западу и око 30 на истоку, показују мало, ако уопште има, опоравак и илегални совјетски китолов може бити коначан нестанак источне популације, пошто има малу генетску разноликост због своје мале величине (иако је већа од блиског северноатлантског десног кита ). Ефекат совјетског китоловца на китове пераје, сеи, Брајдове и мале китове је мање познат, али нема сумње да је допринео опадању свих ових врста и да су само минке опстале у великом броју због њиховог обиља. Број китови уљешура је био у великом паду и на јужној хемисфери и на северном Пацифику због совјетског китоловца, који је свуда био главни ослонац индустрије, а популације се опорављају веома споро; ефекат убијања необично великог броја женки у северном Пацифику тек треба да буде у потпуности схваћен.